# Mikulovice (Znojmói járás)
Mikulovice település Csehországban, a Znojmói járásban. Mikulovice Běhařovice, Horní Dunajovice, Rudlice, Němčičky, Křepice, Výrovice és Višňové településekkel határos. Lakosainak száma 650 fő (2024. január 1.).

## Népesség
A település lakosságának változását az alábbi diagram mutatja:
| Lakosok száma | 838  | 813  | 802  | 690  | 629  | 602  | 627  | 649  | 637  | 650  |
|               | 1869 | 1890 | 1921 | 1950 | 1980 | 2001 | 2017 | 2019 | 2022 | 2024 |